# Impasse Morlet
L'impasse Morlet est une voie située dans le quartier Sainte-Marguerite du 11e arrondissement de Paris.

## Situation et accès
L'impasse Morlet est desservie par la ligne 2 à la station Avron,.

## Origine du nom
Cette voie tient son nom d'un ancien propriétaire local.

## Historique
La voie est ouverte vers 1880, sous sa dénomination actuelle.

## Bâtiments remarquables et lieux de mémoire

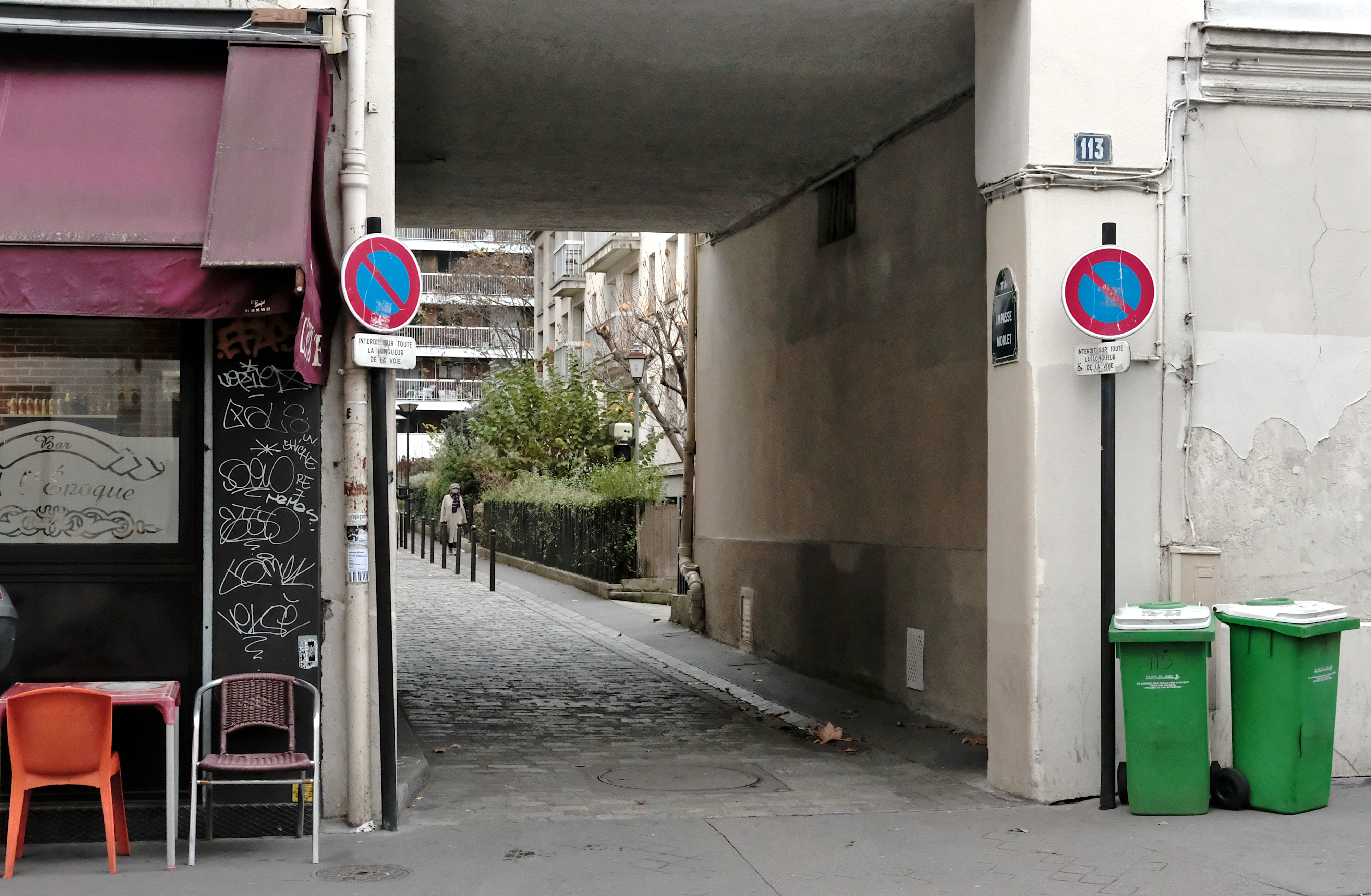
L'entrée de l'impasse se trouve au n°113 de la rue de Montreuil.
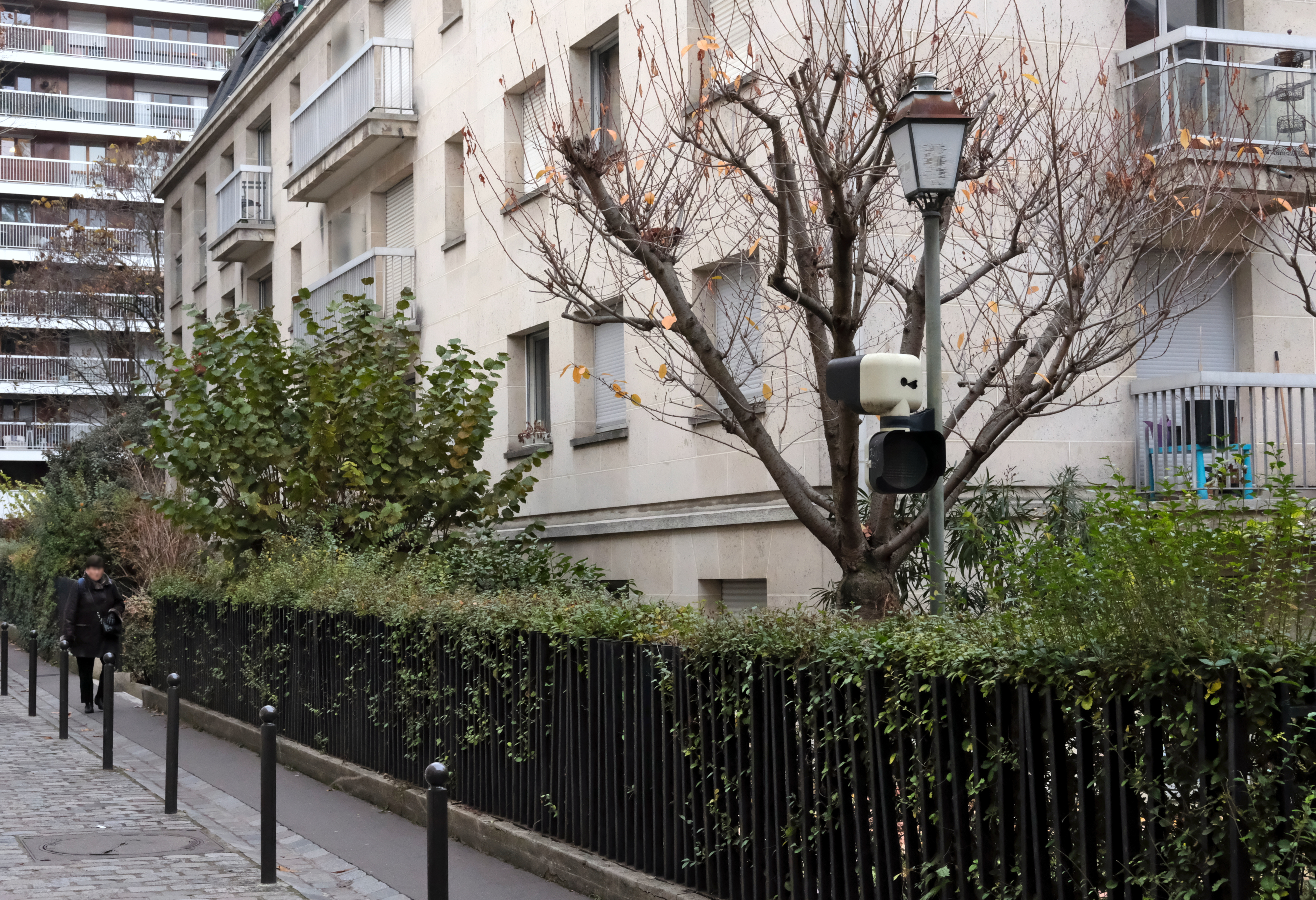
Petit immeuble.
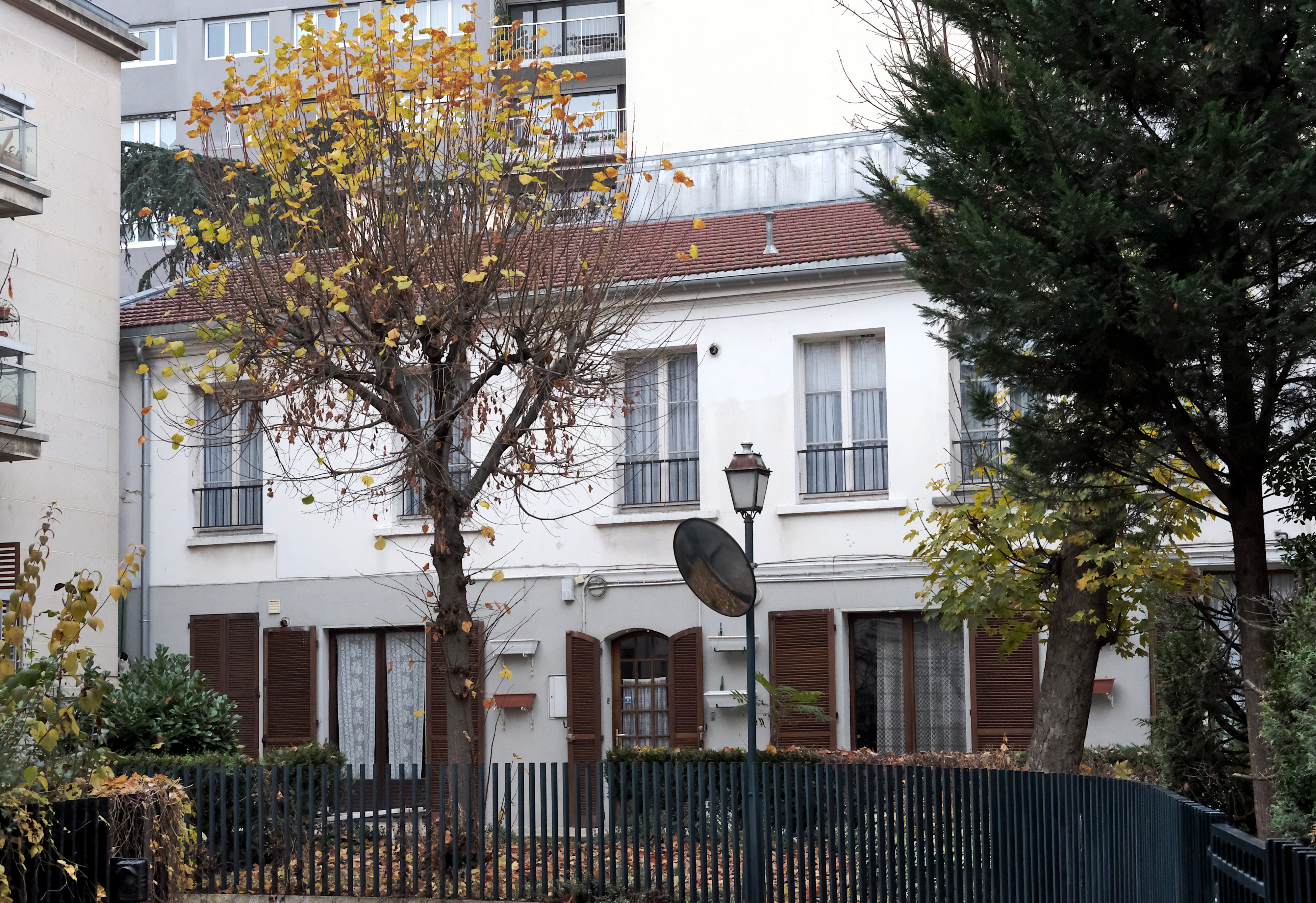
Maison de ville.